# Atentado de Quetta de diciembre de 2017
El atentado de Quetta de diciembre de 2017 se refiere a una explosión ocurrida el 17 de diciembre en una iglesia cristiana metodista de Bethel Memorial en la ciudad de Quetta, ubicada en Pakistán. El ataque ocasionó la muerte directa de nueve personas y dejó heridas a otras 57. Los atacantes fueron dos hombres que, con bombas pegadas en su cuerpo, irrumpieron en la iglesia con la meta de hacerse explosionar en pleno culto. Solo uno de ellos logró estallar, mientras que el otro fue ultimado por un guardia de la iglesia que se encontraba en el interior del recinto cristiano.

## Detalles del ataque
La meta de los atacantes eran acabar con las 400 personas presentes que estaban en el local; pero ante la acción de uno de los guardias, solo uno se pudo hacer estallar. El ataque provocó una oleada de protestas de varios fieles cristianos, ya que la iglesia metodista y otras instituciones cristianas están siendo blancos de varios ataques desde fanáticos hindúes y/o extremistas musulmanes. El municipio de Quetta constantemente recibe varias críticas por su «ineficacia e ineficiencia» en su lucha contra la delincuencia y el terrorismo. Las críticas esta vez fueron más duras porque el ataque se llevó a cabo en el área de Zarghoon Road, una de las zonas más seguras de la ciudad.

## Autoría
El Estado Islámico de Irak y el Levante se adjudicó la autoría del atentado, pero el gobierno de Pakistán no lo ha confirmado aún.

### Otros atentados en Quetta
- Ataques en Quetta de 2016
- Ataque a la Academia de policía de Quetta

### Conflictos bélicos en Pakistán
- Guerra en el noroeste de Pakistán
- Conflicto de Baluchistán